# Champey
 Champey  es una población y comuna francesa, situada en la región de Franco Condado, departamento de Alto Saona, en el distrito de Lure y cantón de Héricourt-Ouest.

## Demografía
| 456 | 508 | 603 | 763 | 785 | 713 | 816 |
| Para los censos de 1962 a 1999 la población legal corresponde a la población sin duplicidades (Fuente: INSEE [Consultar]) |     |     |     |     |     |     |